# Tuftonboro
Tuftonboro – miasto w Stanach Zjednoczonych, w stanie New Hampshire, w hrabstwie Carroll.